# Oskar Emil Wantalowicz

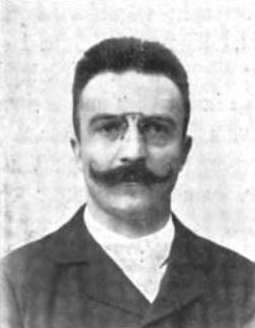
Oskar Emil Wantalowicz, (Aufnahme vor 1908)

Oskar Emil Wantalowicz (* 29. August 1865 in Istvándi (Ungarn); † 9. August 1946 in Wien) war ein österreichischer Schriftsteller.
Wantalowicz besuchte in Klagenfurt, Troppau und Wien die Real- und Volksschule. 1889 trat er in den Dienst der Allgemeinen Versicherungsgesellschaft "Donau" in Wien und war dort als Prokurist beschäftigt.
Wantalowicz verfasste zahlreiche lyrische und humoristische Gedichte, Epigramme und Aphorismen, hauptsächlich für verschiedene österreichische und deutsche Zeitschriften. So war er zum Beispiel ab 1889 ständiger Mitarbeiter der Fliegenden Blätter und seit 1894 der Meggendorfer Blätter. Seine Beiträge sind unterzeichnet mit O. E. Wantalowicz oder mit Pseudonym O. E. W.
Wantalowicz war seit 1893 mit Marie Schwarz aus Wien verheiratet und Vater zweier Kinder, Helene (* 1894) und Ernst (* 1905).

## Werke
- Nesseln und Blüthen. Humoristische und satyrische Gesänge. Braun & Schneider, München o. J., [1901].
- Aus der Spottvogelschau. Braun & Schneider, München 1907.
- K. k. priv. Oesterreich. Versicherungs-Gesellschaft “Donau”. Wien 1917.
- Von meiner stillen Warte (= Buch der Sprüche). Europäischer Verlag, Wien / Leipzig 1937.